# Павлів (річка)
Павлів потік — мала річка (потік) в Українських Карпатах, у межах Сколівського району Львівської області. Права притока Опору (басейн Дністра).

## Опис
Довжина річки 6.5 км, в межах національного природного парку «Сколівські Бескиди» — 4 км. Павлів потік — типово гірська річка з кам'янистим дном, численними перекатами, порогами та водоспадами.

## Розташування
Павлів потік бере початок на північно-західні схили гори Лопата (хребет Зелем'янка). Тече в межах національного природного парку «Сколівські Бескиди» спочатку на північ, а потім на північний захід. Впадає до Опору в межах міста Сколе. 

## Туризм і відпочинок

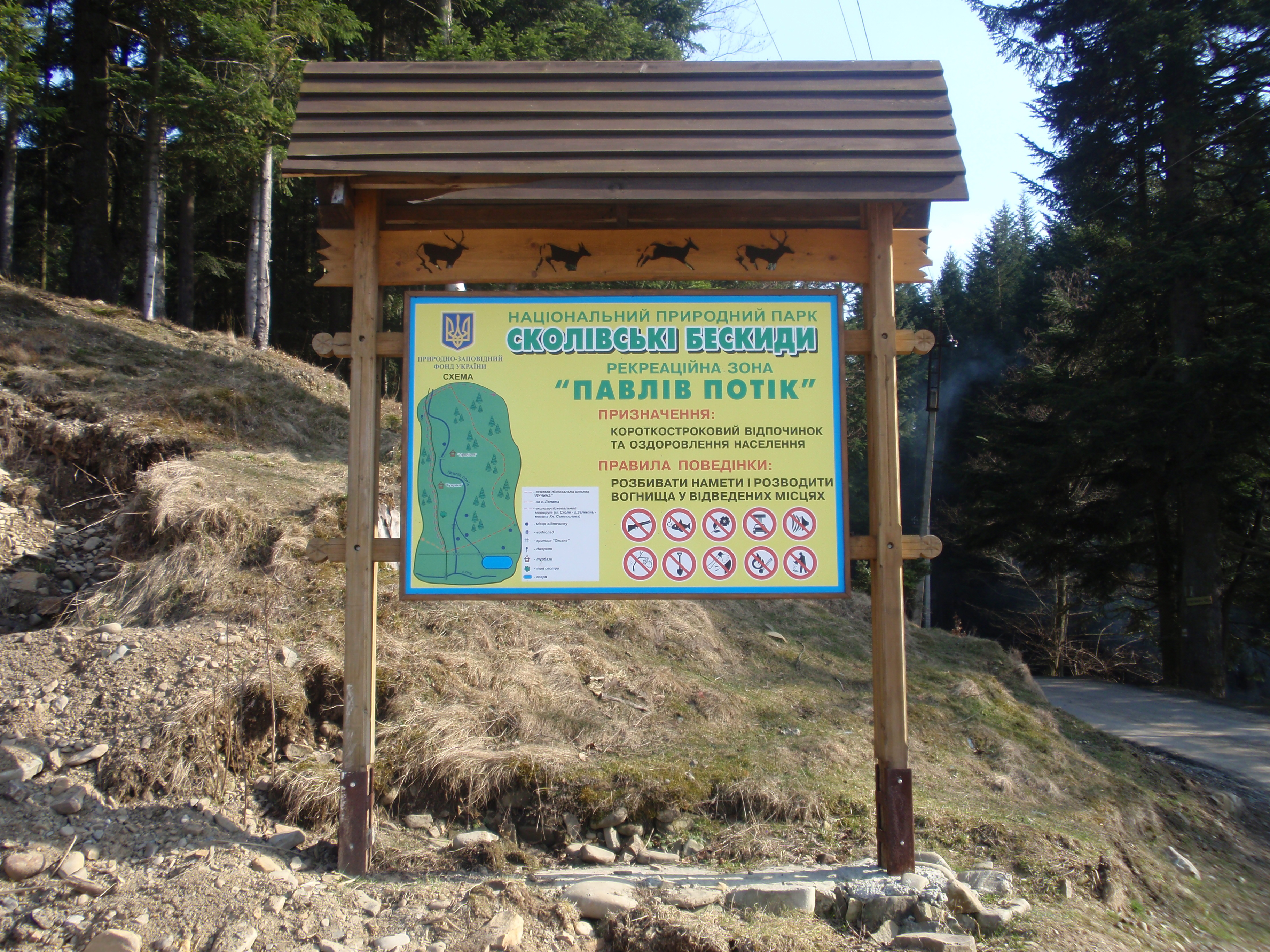
Польовий маркер рекреаційної зони «Павлів потік»

В долині потоку, неподалік від автомобільного місту через Опір, облаштовано рекреаційну зону «Павлів потік», до складу якої входять дві турбази («Гуцулка» і «Пролісок»), озеро з пляжами, реліктові смерекові масиви лісу, джерело «залізної» води, криниця «Оксана» з водою типу «Нафтуся».
В межах реакреаційної зони проходять пішохідні маршрути:
- еколого-пізнавальна стежка «Бучина» (1.4 км);
- еколого-пізнавальна стежка «Лопата» (Сколе — гора Лопата, 12 км).